# Кейнянен, Ильмари
Ильмари Кейнянен (фин. Ilmari Keinänen; 5 ноября 1887, Куопио, Великое княжество Финляндское, Российская империя — 8 ноября 1934, Йоэнсуу, Финляндия) — финский гимнаст, серебряный призёр летних Олимпийских игр 1912 года в командном первенстве по произвольной системе.